# Johann Fabri
Johann Fabri (även känd som Johannes Fabri och Johannes Smedh), död 1496, var en pionjär inom den svenska boktryckarkonsten. Han var verksam i Stockholm under slutet av 1400-talet. Johann Fabri invandrade till Sverige på begäran av ärkebiskop Jakob Ulfsson.
Det var Fabri som utförde det första tryckalstret på svenska, ett ettbladstryck kallat Articuli abbreviati.
Han tryckte även år 1495 den första boken på svenska, Aff dyäffwlsens frästilse, författad av Johannes Gerson. Därefter flyttade tryckeriet till Mariefreds kloster.
Efter Johann Fabris död övertog hustrun Anna Fabri makens tryckeri och drev rörelsen vidare. Den senare i Uppsala verksamma Bartholomeus Fabri, var också boktryckare och son till Johann och Anna Fabri. Bartholomeus Fabri tryckte bland annat Statuta Provincialia och var under åren 1527-1530 chef för det kungliga tryckeriet i Stockholm.